# Блештень
Блештень (Блештены, рум. Bleșteni) — село в Единецком районе Молдавии. Является административным центром коммуны Блештень, включающей также село Володень.

## География
Село расположено на высоте 187 метров над уровнем моря.

## Население
По данным переписи населения 2004 года, в селе Блештень проживает 998 человек (453 мужчины, 545 женщин).
Этнический состав села:
| Национальность | Число жителей | Процентный состав |
| -------------- | ------------- | ----------------- |
| молдаване      | 973           | 97.49             |
| украинцы       | 14            | 1.4               |
| румыны         | 5             | 0.5               |
| русские        | 3             | 0.3               |
| гагаузы        | 2             | 0.2               |
| прочие         | 1             | 0.1               |
| Всего          | 998           | 100%              |